# 阿尔比讷
阿尔比讷（法語：Albine，法語發音：[albin]）是法国奧克西塔尼大區塔恩省的一个市镇，属于卡斯特尔区。

## 地理
阿尔比讷（43°27'35"N, 2°32'22"E）面积17.15 平方千米，位于法国奧克西塔尼大區塔恩省，该省份为法国南部内陆省份，北起顺时针与阿韦龙省、埃罗省、奥德省、上加龙省和塔恩-加龙省接壤。
与阿尔比讷接壤的市镇（或旧市镇、城区）包括：莱斯皮纳西耶尔、圣阿芒苏尔特、圣阿芒瓦尔托雷、索沃泰尔。

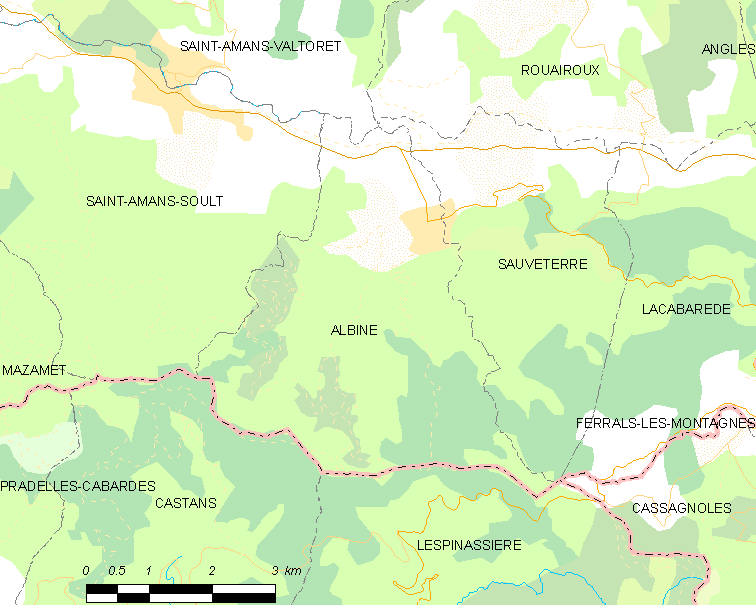
阿尔比讷的OSM定位图

阿尔比讷的时区为UTC+01:00、UTC+02:00（夏令时）。

## 行政
阿尔比讷的邮政编码为81240，INSEE市镇编码为81005。

## 政治
阿尔比讷所属的省级选区为马扎梅第二县。

## 人口

1962-2008年间阿尔比讷人口变化图示

阿尔比讷于2022年1月1日时的人口数量为512人。